# Itaparica (eiland)
Itaparica is een eiland in de staat Bahia in Brazilië, liggend in de Allerheiligenbaai, de grootste baai van Brazilië.
De baai met 51 eilanden werd in 1501 ontdekt door Amerigo Vespucci. Vanaf 1560 verschijnen de eerste plantages met suikerriet, tarwe en vee op Itaparica, het grootste eiland. De rijkdom trok Engels kapers die het eiland aanvielen in 1597 (?) en de Nederlanders die Itaparica aandeden tussen 1600 tot 1647. Zij hebben mogelijk de eerste aanzet gemaakt tot het fort São Lourenço, dat in 1711 is vernieuwd.
Het eiland heeft een toeristische functie en is te bereiken via een één uur durende ferry vanaf Salvador, een kleinere passagiersferry vanaf Mercado Modelo en een grotere autoferry die vertrekt in de buurt van Bom Despacho. Op het eiland wordt het ieder jaar terugkerende ATP-tennistoernooi van Itaparica georganiseerd.